# Ľuboreč
Ľuboreč este o comună slovacă, aflată în districtul Lučenec din regiunea Banská Bystrica. Localitatea se află la altitudinea de 252 m deasupra n.m., se întinde pe o suprafață de 31,67 km2 și în 2017 număra 350 de locuitori.

## Istoric
Localitatea Ľuboreč este atestată documentar din 1271.

## Demografie
| An:                | 1994 | 2004    | 2014    | 2024   |
| ------------------ | ---- | ------- | ------- | ------ |
| Număr de persoane: | 265  | 293     | 333     | 344    |
| Diferență:         |      | +10,56% | +13,65% | +3,30% |

| An:                | 2023 | 2024   |
| ------------------ | ---- | ------ |
| Număr de persoane: | 349  | 344    |
| Diferență:         |      | −1,43% |